# Palácio de Sándor

O Palácio Sándor (em húngaro: Sándor-palota) é um palácio em Budapeste, Hungria. Localizado ao lado do complexo do Castelo de Buda no antigo distrito do Castelo, é residência oficial e espaço de trabalho do Presidente da Hungria desde 2003.
Construído em 1803, foi destruído em um bombardeio durante a Segunda Guerra Mundial. Em 1941, um episódio doloroso aconteceu no palácio: o suicídio do então primeiro-ministro Pál Teleki.
Restaurado em 2002, um decreto da Assembleia Nacional da Hungria o transformou em residência oficial e local de trabalho do presidente da Hungria. Ferenc Mádl foi o primeiro presidente a utilizá-lo.